# Köppelmannsberg
Der Köppelmannsberg ist ein Naturschutzgebiet in der niedersächsischen Stadt Salzgitter.
Das Naturschutzgebiet mit dem Kennzeichen NSG BR 014 ist 6,3 Hektar groß. Es ist vollständig Bestandteil des FFH-Gebietes „Salzgitterscher Höhenzug (Südteil)“. Das Gebiet steht seit dem 2. Januar 1978 unter Naturschutz. Das zunächst 4,3 Hektar große Naturschutzgebiet wurde 1988 auf seine heutige Größe von 6,3 Hektar ausgeweitet. Zuständige untere Naturschutzbehörde ist die Stadt Salzgitter.
Das Naturschutzgebiet liegt am Südrand von Salzgitter-Bad auf dem südlichen Mittelteil des aus Kalkgestein aufgebauten Salzgitter-Höhenzuges. Kamm und Oberhang des Bergrückens sind mit Kalktrockenhangwald bedeckt, im Unterhang sind Kalkhalbtrockenrasen zu finden, der mit einem großflächigen Saumbereich in den Wald übergeht. Der Hangwald wurde früher als Nieder- bzw. Mittelwald genutzt, im Bereich des Trockenrasens, der u. a. für Insekten und Spinnen einen wichtigen Lebensraum darstellt, kommen z. B. Schwalbenwurz, Blauroter Steinsame und Weidenblättriger Alant sowie verschiedene Orchideen vor. Um die Pflanzenwelt zu erhalten, muss das Naturschutzgebiet gepflegt werden. Diese Pflege orientiert sich an den historischen Nutzungsformen. So werden Teile des Trockenrasens mit Schafen und Ziegen beweidet.
Am Rand des Naturschutzgebietes ist eine Grünlandfläche in das Schutzgebiet einbezogen. Durch das Naturschutzgebiet, das vom NABU betreut wird, verläuft ein Weg, der betreten werden darf.